# Frastanz
Frastanz est une commune autrichienne du district de Feldkirch dans le Vorarlberg.

## Géographie

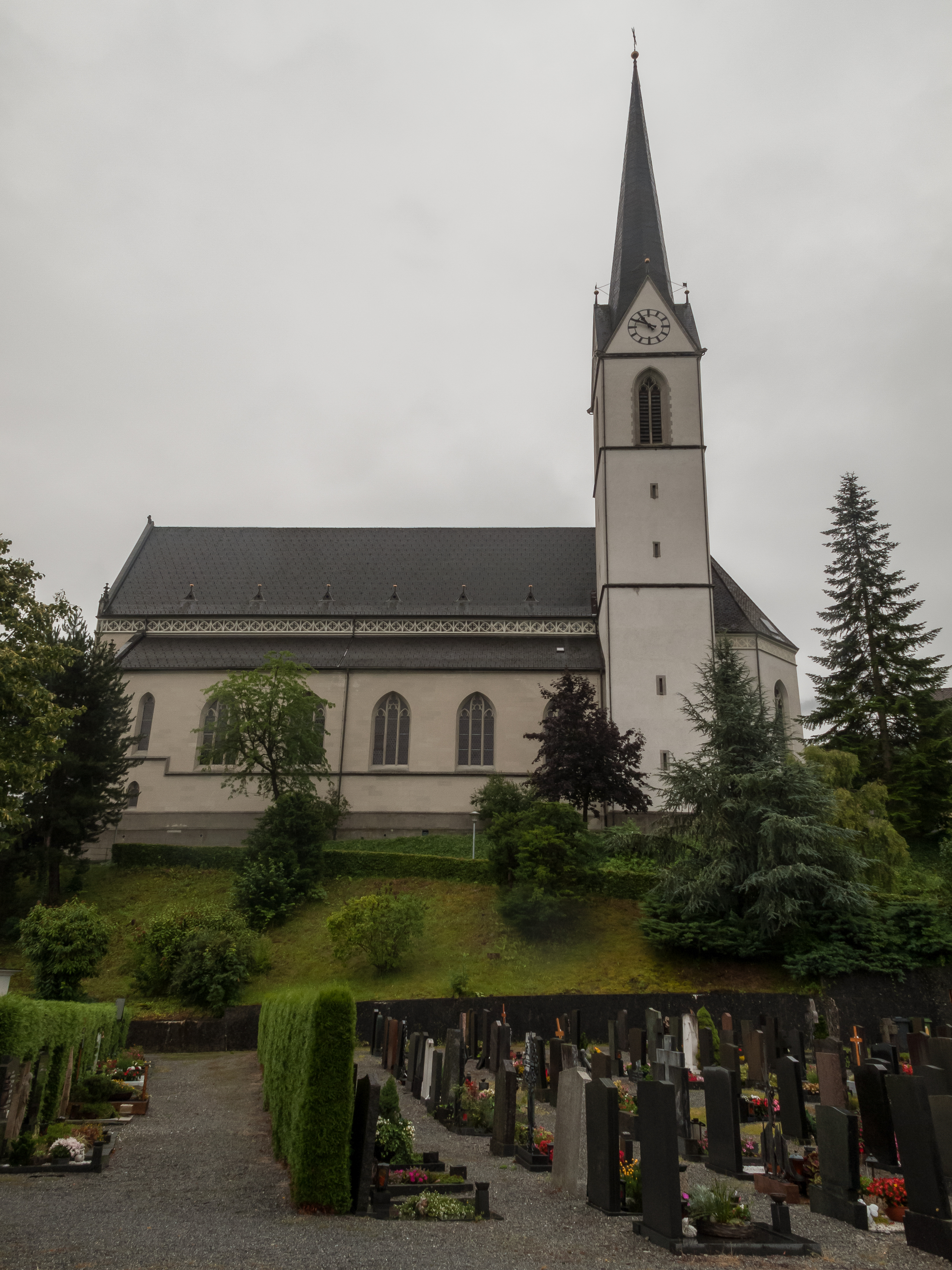
Frastanz, église: katholische Pfarrkirche heiliger Sulpitius